# Kozleț, Haskovo
Kozleț (în bulgară Козлец) este un sat în comuna Haskovo, regiunea Haskovo,  Bulgaria. 

## Demografie
Componența etnică a satului Kozleț
     Romi (3,4%)
     Turci (72,95%)
     Bulgari (7,95%)
     Nicio identificare (15,68%)
La recensământul din 2011, populația satului Kozleț era de 440 locuitori. Din punct de vedere etnic, majoritatea locuitorilor (72,95%) erau turci, existând și minorități de bulgari (7,95%) și romi (3,4%). Pentru 15,68% din locuitori nu este cunoscută apartenența etnică.